# Franclens
Franclens é uma comuna francesa na região administrativa de Auvérnia-Ródano-Alpes, no departamento da Alta Saboia. Estende-se por uma área de 5.37 km². Em 2010 a comuna tinha 573 habitantes (densidade: 106,7 hab./km²).